# Canadian Aviation Safety Board
Das Canadian Aviation Safety Board (CASB, engl.) bzw. das Bureau canadien de la sécurité aérienne (franz.), sinngemäß kanadische Luftfahrt-Sicherheitsbehörde, war eine kanadische Flugsicherheitsbehörde.

## Geschichte
Die Zivilluftfahrt wurde in Kanada seit 1923 behördlich geregelt, zunächst unter dem Dach des Verteidigungsministeriums, ab 1936 dann vom Transportministerium.
1960 wurde die Vorgängerbehörde Aircraft Accident Investigation Branch (AAIB) zur Untersuchung von Flugunfällen gegründet. Sie stand unter der Führung des Transportministeriums.
1979 wurde eine Untersuchungskommission (Dubin Commission) eingesetzt, um Angelegenheiten der Flugsicherheit zu überprüfen. Als Resultat wurden 1984 nach dem Vorbild des National Transportation Safety Board  der USA die Aufgaben der AAIB dem CASB als von einem Ministerium unabhängige Behörde übertragen und neu errichtet. Das CASB hatte drei Vorstandsmitglieder und war neben der Unfalluntersuchung beauftragt, Empfehlungen zur Verbesserung der Sicherheit im Luftverkehr zu unterbreiten, welche jedoch nicht bindend waren. Es berichtete dem Parlament.
Das CASB wurde 1990 von der kanadischen Regierung im Rahmen des Canadian Transportation Accident Investigation and Safety Board Act bzw. Loi sur le Bureau canadien d’enquête sur les accidents de transport et de la sécurité des transports aufgelöst und seine Aufgaben dem verkehrsträgerübergreifenden Transportation Safety Board of Canada bzw. Bureau de la sécurité des transports du Canada übertragen.